# Bardas Phokas de Jongere
Bardas Phokas de Jongere (ca 940–13 april 989) was een usurpator in de laat-tiende eeuw in het Byzantijnse Rijk. Tot tweemaal toe kwam hij in opstand.

## Levensloop
Bardas Phokas de Jongere, niet te verwarren met zijn grootvader Bardas Phokas de Oudere, was de neef van keizer Nikephoros II Phokas. Toen zijn oom kinderloos stierf in 969 werd zijn andere neef Johannes I Tzimiskes tot keizer verkozen. Bardas Phokas kwam in opstand en werd opgesloten op het eiland Chios.
Na de dood van Johannes I in 976 werd de bekwame generaal Basil Skleros ontslagen en die kwam in opstand. Bardas Phokas werd vrijgelaten en versloeg Basil Skleros in 979. Zo lang dat Basil Lekapenos, de raadsman van keizer Basileios II Boulgaroktonos (976-1025) leefde bleef hij de keizer trouw. Toen Basil Lekapenos in 985 stierf, kwam Bardas Phokas opnieuw in opstand. 
Keizer Basileios II kreeg steun van zijn schoonbroer Vladimir van Kiev. Op 13 april 989 stonden beide partijen tegenover elkaar. Nog voor de slag begon, kreeg Bardas Phokas een hartaanval en viel dood van zijn paard. Zijn hoofd werd afgesneden en als trofee doorheen het rijk getoond.